# Linia kolejowa Suchdol nad Odrou – Budišov nad Budišovkou
Linia kolejowa Suchdol nad Odrou – Budišov nad Budišovkou – linia kolejowa w Czechach, biegnąca przez kraj morawsko-śląski, od Suchdola nad Odrou do Budišova nad Budišovkou.